# Magda Guzmán
Magdalena Guzmán Garza (Saltillo, 16 de maio de 1931 – Cidade do México, 12 de março de 2015) foi uma atriz mexicana. Magda é considerada uma das pioneiras da televisão mexicana com uma carreira com  20 filmes, mais de 60 telenovelas e outras tantas peças de teatro.

## Carreira
Começou sua carreira como atriz no cinema. Trabalhou junto com Silvia Derbez, Lilia Prado e Ana Luisa Peluffo no filme "Tarzán y las Sirenas" (1948) protagonizado por Johnny Weissmuller. É uma consagrada atriz de novelas. Também atuou no teatro.
Irmã de Roberto El Flaco Guzmán, ator falecido em 2002. Esteve casada com Julián Duprez, diretor de teatro, tiveram uma filha, Karina Duprez, que é atriz e diretora, mas o casamento acabou em divórcio.
Logo, em 1970, se casou com o ator Federico Falcón, cujo verdadeiro nome era Federico del Castillo, irmão de Eric del Castillo, tiveram três filhos, Gerardo, Mirta e Carlos. Seu esposo faleceu em 1980. É avó de vários netos, o destaque vai para a atriz Magda Karina.
A atriz faleceu aos 83 anos após sofrer um ataque cardíaco.

## Telenovelas
- Amor Bravío (2012) .... Refugio
- Para volver a amar (2010) .... Conchita Cabrera
- Em Nome do Amor (2008) .... Rufina Martínez
- Tormenta en el paraiso (2007)... Yolanda
- Alborada (2005).... Sara de Oviedo
- Misión S.O.S (2004) .... Doña Justina Aranda
- Sin pecado concebido (2001) .... Eva Santana
- Meu Destino é Você (2000) .... Nana Nina
- Infierno en el paraíso (1999) .... Nanda Prego
- Muito Além de A Usurpadora (1999).... Adelina
- Vivo por Elena (1998) .... Rozanna
- A Usurpadora (1998) ..... Adelina
- Sigo Te Amando (1997) .... Ofelia
- Sob o Mesmo Rosto (1995) .... Rosario
- Valeria y Maximiliano (1991) .... Eugenia Landero
- Balada por un amor (1990)... Beatriz
- Rosa Selvagem (1987).... Tomasa
- El cristal empañanado (1987)... Virginia
- Só Você (1985)... Victoria Lombardo
- Bodas de Ódio (1983)... Carmen Mendoza "viúva" de Muñoz
- El usurpador (1967)
- El medio pelo (1966)
- Siempre tuya (1964)
- El secreto (1963)
- La actriz (1962)
- Marianela (1961)
- El hombre de oro (1960)

## Cinema
- La dinastía de Drácula (1978)
- La plaza de Puerto Santo (1976)
- ¿Por qué nací mujer? (1968)
- ¿Con quién andan nuestras hijas? (1955)
- La vida no vale nada 1954)
- La duda (1953)
- Tarzán y las sirenas (1948)
- Noche de recién casados (1941)

## Falecimento
Magda Guzmán morreu de um ataque cardíaco, em 12 de março de 2015, aos 83 anos de idade, sua morte ocorreu sessenta e cinco dias antes do seu aniversário.